# Ion Teșu
Ion Teșu (n. 20 noiembrie 1929, Titești, județul Vâlcea – d. 21 iunie 2013) a fost un inginer agronom și demnitar comunist din România. Ion Teșu a fost membru de partid din 1957. Ion Teșu a fost șeful Departamentului agriculturii de stat, adjunct al ministrului agriculturii, industriei alimentare, silviculturii și apelor (la începutul anilor 1970), ministru secretar de stat în Ministerul Agriculturii în Guvernul Ilie Verdeț (2), apoi ministru al agriculturii  și industriei alimentare (21 mai 1982 - 26 martie 1984) în Guvernul Costantin Dăscălescu. De asemenea, Ion Teșu a fost membru al Marii Adunări Naționale în perioada 1980-1985.
Ion Teșu a fost decorat cu Ordinul Muncii clasa a III-a și cu Ordinul Steaua Republicii Populare Române clasa a V-a. În perioada 1985-1990 Ion Teșu a fost ambasadorul României la Varșovia.

## Distincții
- Ordinul Muncii clasa a II-a (22 februarie 1971) „pentru merite deosebite în activitatea de producție și economico-financiară a întreprinderilor agricole de stat”[2]